# Clupea pallasii
L'aringa oceanica (Clupea pallasii Valenciennes, 1847), è un pesce osseo marino appartenente alla famiglia dei Clupeidae.

## Distribuzione e habitat
La sottospecie nominale (Clupea pallasii pallasii) vive nel mar Bianco e nell'Oceano Pacifico settentrionale a sud fino al Giappone, alla Corea e al Golfo di California. Fa vita pelagica in habitat costieri, tollera le acque salmastre ed esistono popolazioni confinate in bacini chiusi. Le altre sottospecie vivono nel mar Bianco e sono molto localizzate.

## Descrizione
Molto simile all'aringa atlantica da cui si può distinguere solo dal numero delle vertebre e degli scutelli, scaglie rigide presenti sulla superficie ventrale.
Il colore del corpo è blu o verdastro sul dorso e argenteo su fianchi e ventre.
Misura fino a 46 cm ma la taglia media si aggira sui 25 cm.

## Biologia
Vive fino a 19 anni. Gregaria, forma banchi numerosissimi.

### Riproduzione
Migra verso la costa e gli estuari da dicembre a luglio per la riproduzione. Le uova, molto numerose, vengono deposte sulla vegetazione o su substrati duri.

### Alimentazione
C. pallasii adulta si nutre di crostacei e pesciolini, i giovanili predano soprattutto crostacei e larve di molluschi. I crostacei più predati sono eufausiacei, copepodi, misidacei, anfipodi e larve zoea di granchi.

## Pesca
L'importanza di questa specie per la pesca commerciale è notevole. Viene catturata soprattutto nel Pacifico ma gli stock mostrano ormai forti segnali di sovrapesca. Gli stati che catturano le maggiori quantità sono Russia e Canada.

## Tassonomia
Sono riconosciute tre sottospecie:
- C. p. pallasii
- C. p. marisalbi
- C. p. suworowi